# Randenburg (Spessart)
Die Randenburg, auch Rannenburg genannt, ist eine abgegangene Spornburg im bayerischen Spessart im heutigen Landkreis Aschaffenburg.

## Lage

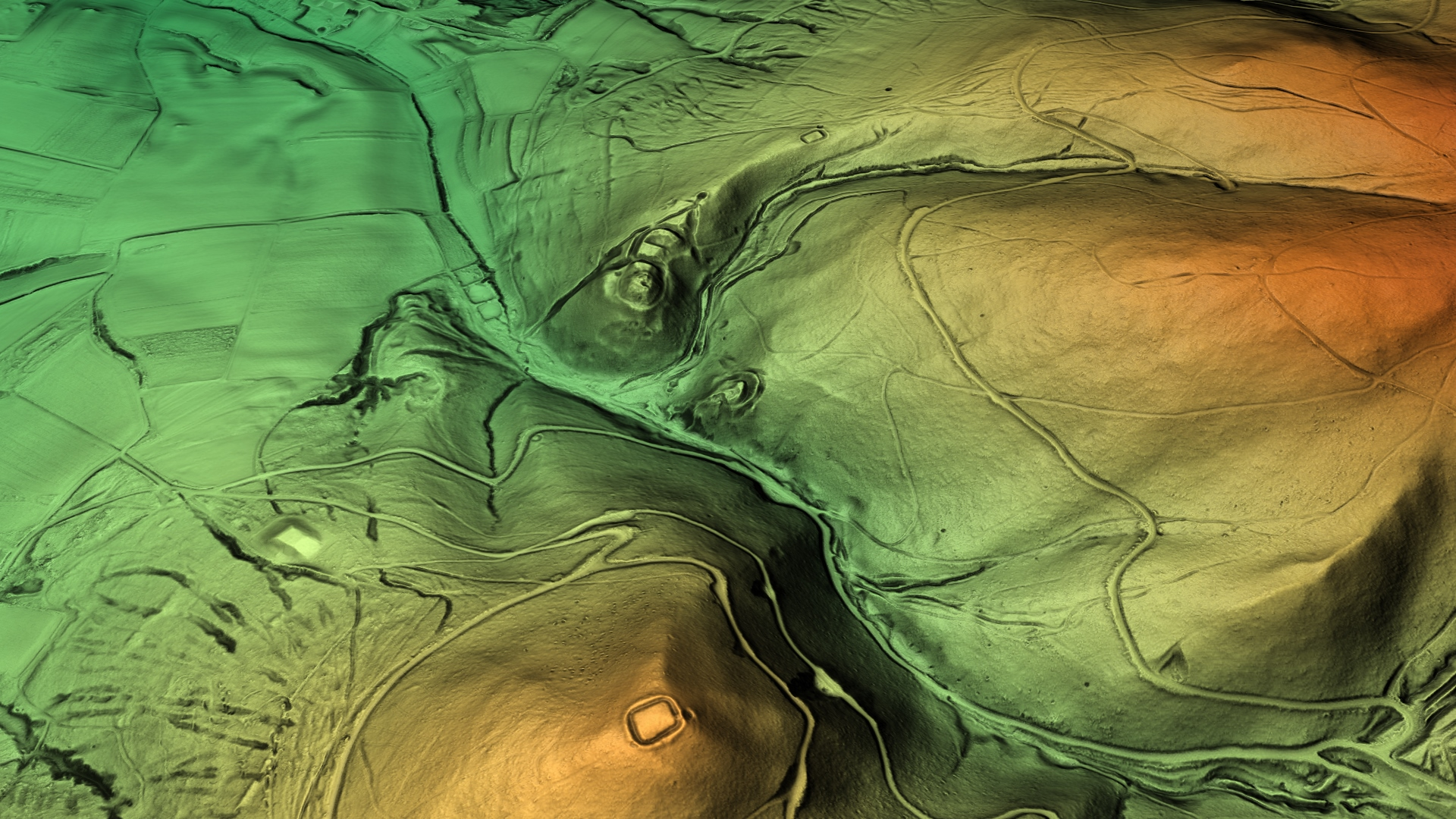
Burgendichte: Mitte oben: die dreiteilige Randenburg; darüber die kleine kastellförmige Belagerungsburg; Mitte: die kleine Vergessene Burg mit dem großen Ringgraben; Mitte unten: die rechteckige Wallburg auf dem Schanzenkopf; quer verlaufend das Krebsbachtal

Der Burgstall befindet sich im westlichen Spessart auf einem Sporn nach Süden ausgerichtet zum Tal des Krebsbaches auf der rechten Hangseite zwischen Schanzenkopf und Hahnenkamm südöstlich von Alzenau. Die Burg bestand aus drei Burgteilen mit einem umfassenden Ringgraben und mehreren Halsgräben, deren Verläufe und Lage noch prägend in der Landschaft sichtbar sind. Illegale Fahrradtrails gefährden den Bestand des ausgewiesenen Bodendenkmals.

## Geschichte

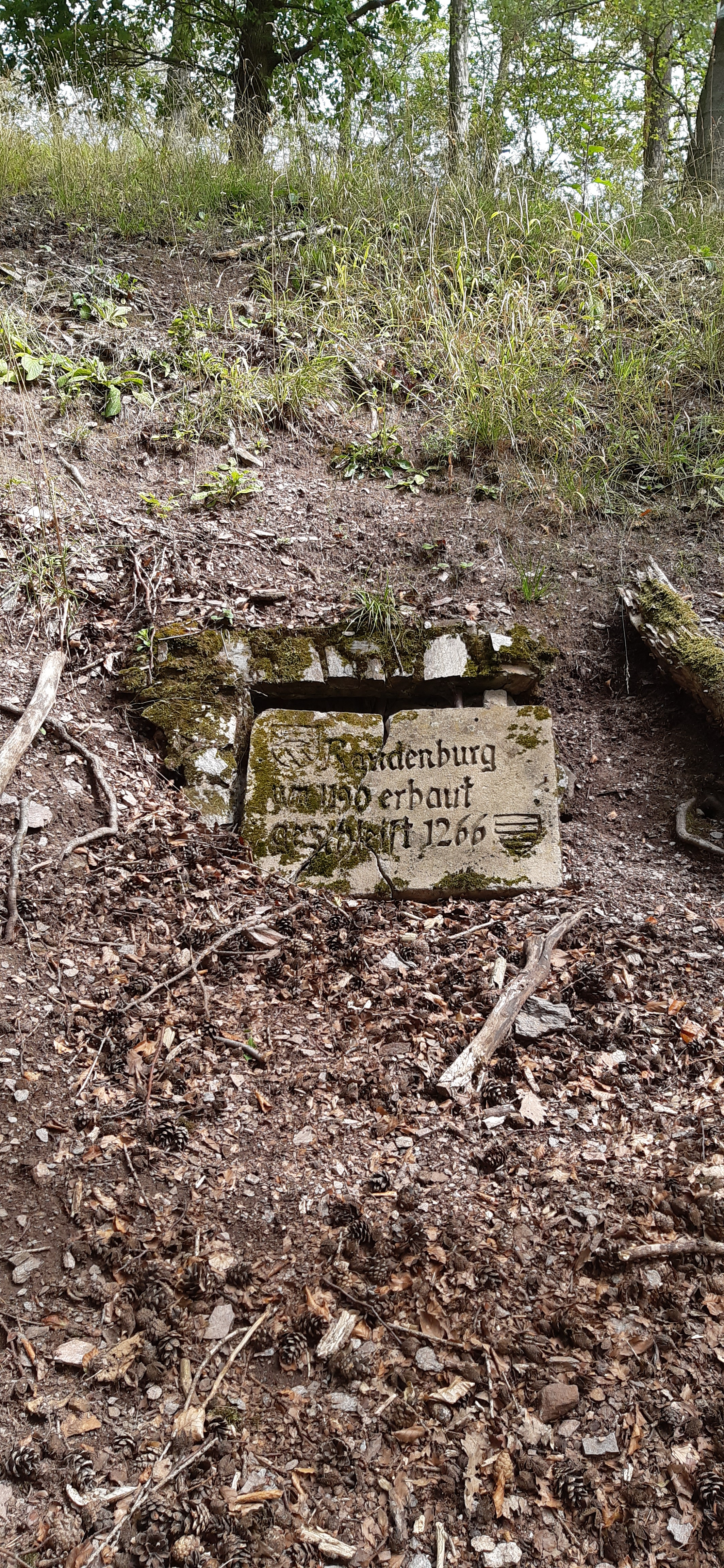
Tafel an der vorderen Spornseite

Die Randenburg erschien erstmals schriftlich im Jahre 1227 im Zusammenhang mit den Herren von Kälberau. Um 1175 wurde sie vermutlich als Eigenburg dieser Adelsfamilie erbaut. Diese nannten sich später schließlich von Rannenberg. Die Burg lag damit etwa mittig im Gebiet des Freigerichts Wilmundsheim.
Im 13. Jahrhundert spielte die Burg eine strategisch wichtige Rolle bei der Auseinandersetzung zwischen den Grafen von Rieneck und den Mainzer Kurfürsten. Die Randenburg war mit 150 Metern Länge für die damalige Zeit keine kleine Festung, sondern ein ansehnlicher Bau, der an vielen Stellen durch doppelte Gräben und Vorwerke geschützt war. Ein länglicher Krater, der heute noch vorhanden ist, war wahrscheinlich ein großes Kellergewölbe.
Im Jahr 1258 muss die Randenburg in Rienecker Hände gefallen sein, denn nach Abschluss des Krieges zwischen Rieneck und Mainz und dem Sieg des Kurfürsten Werner von Eppstein musste die Befestigung am 17. März 1266 niedergerissen werden. Vielleicht war dies auch der Anlass für die Errichtung der Burg Alzenau etwa 140 Jahre später durch Mainz. Von der Belagerung durch die erzbischöflichen Truppen zeugen die Reste einer kastellartigen Belagerungsburg mit Wall-Grabensystem mit Wasserstelle auf dem ansteigenden Bergrücken etwa 300 Meter nordöstlich des Burgstalls.
Die Randenburg hatte also nur knapp 100 Jahre existiert, wesentlich kürzer als die Vergessene Burg auf dem kleineren Nachbarhügel.
Nachdem ein Verkauf von Teilen des Berges und der Burgreste 1311 durch das Veto des damaligen Mainzer Erzbischofs Peter von Aspelt gescheitert waren, verkauft dann 1357 Edelknecht und Lehensmann der Mainzer Erzbischöfe Fritze von Rannenberg in einer Urkunde an Ulrich III. (Hanau) und Eberhard zu Eppstein je ein Drittel des Berges Rannenberg, je ein Drittel der Gerichtsbarkeit zu Wilmundsheim und des zu Somborn. Sie wurden zu Ganerben. Veräußerungen der Teile sollten nur untereinander möglich sein. Ziel war der Neuaufbau einer Burg auf dem Rannenberg. Wobei jedem ein Drittel gehören sollte. Für einen Neubau war jedoch die Zustimmung des Mainzer Erzbischofs Gerlach von Nassau notwendig. Burggrafen sollten die von Rannenberg werden.
Mehrere Wiederaufbauvorhaben der Randenburg wurden von den Mainzer Erzbischöfen verhindert, so dass sie schließlich als Steinbruch diente und abgetragen wurde. Das Areal ist vom Bayerischen Landesamt für Denkmalpflege (BLfD) als Bodendenkmal (D-6-5920-0004) ausgewiesen.
Dass die Herren von Rannenberg die späteren Erbauer der hessischen Ronneburg waren, konnte nicht nachgewiesen werden, da beide Anlagen etwa zur gleichen Zeit existierten und die Ronneburg vermutlich ein noch höheres Alter hat.

## Beschreibung
Die Randenburg ist, in ihrer heute bekannten Ausdehnung, eine der größten, wenn auch nur mehr als Burgstall erhaltene, Burg des Spessart und war eine Spornburg nach Süden zum Krebsbachtal auf einem langgestreckten höherliegendem Sporn. Zur Sicherheit war sie durch eine doppelte Vorburg, diese jeweils durch einen tiefen Halsgraben voneinander getrennt, gesichert. Die nördlichste Vorburg war dabei dreieckig geformt, mit einer Spitze auf die Sporn-Angriffsseite nach Norden ausgerichtet. Bis auf die vordere südliche, steil abfallende Spornseite, war die Burg von einem tiefen Wall-Grabensystem umgeben, das in der etwas flacheren Westseite doppelt ausgelegt war. Spezielle Höhenaufnahmen zeigen, dass in der Hauptburg ein Turm gestanden haben muss, dem nördlich ein Gebäude, möglicherweise der Palas, vorgelagert war. Westlich am Fuß der Hauptburg noch im Burgbereich befinden sich zwei ein Dutzend Meter breite Bingen. Erste Untersuchungen in Vorbereitung einer geplanten Ausgrabung zwischen mittlerer Vor- und südlicher Hauptburg ergaben keine steinernen Bauelemente in den Vorburgen. Derzeit wird davon ausgegangen, dass die Vorburgen nur aus Holz bestanden. Die 2019 geplante Ausgrabung der Randenburg durch das ASP in Zusammenhang mit Gemeinde und Vereinen konnte bisher (Stand Ende 2020), bedingt durch den schlechten Zustand des Waldes, nicht umgesetzt werden. Dabei sollte auch die Belagerungsburg 300 Meter weiter nordöstlich mit untersucht werden.

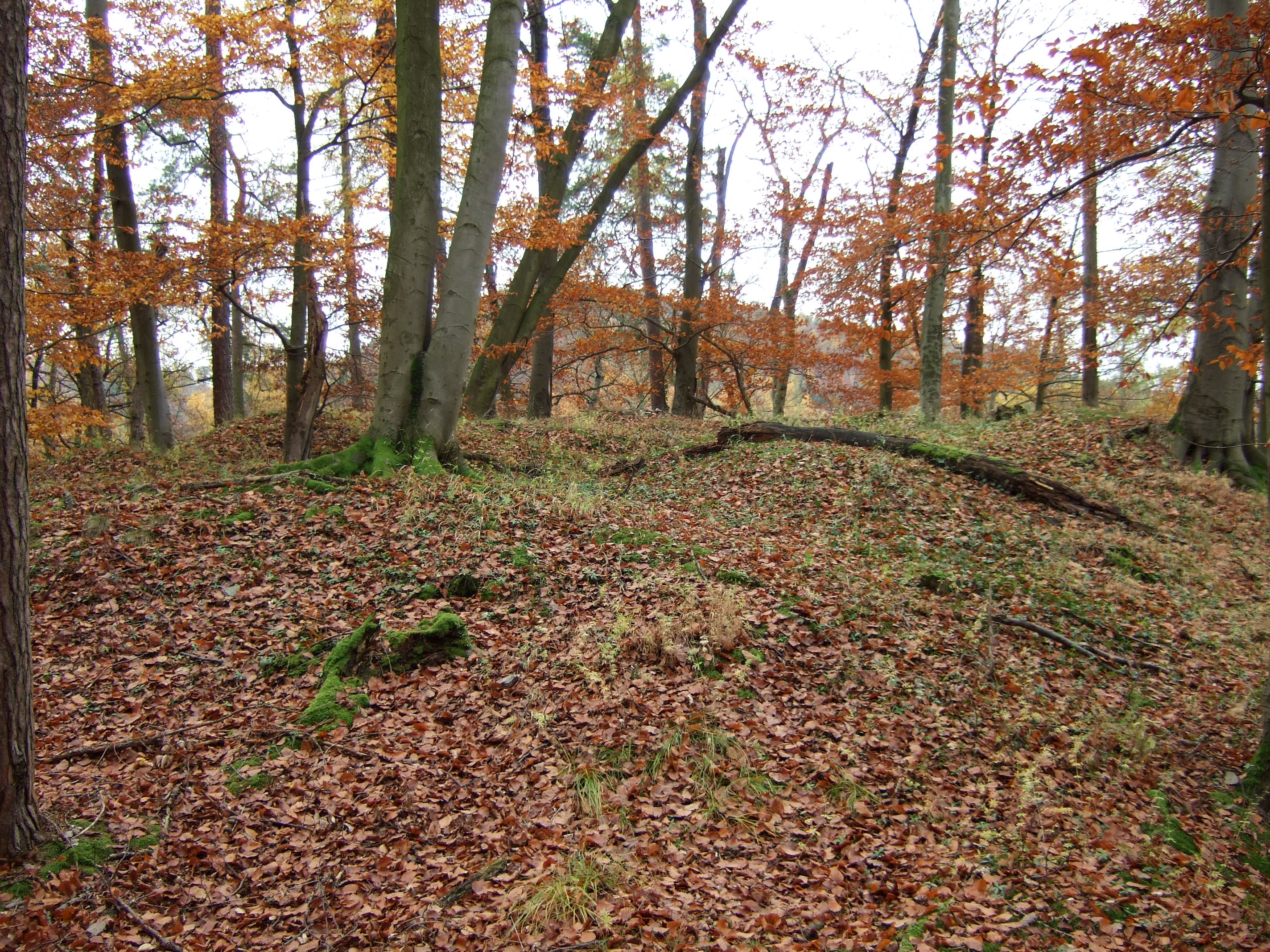
Der Burgstall der Randenburg von Nordosten mit dem Schanzenkopf im Hintergrund
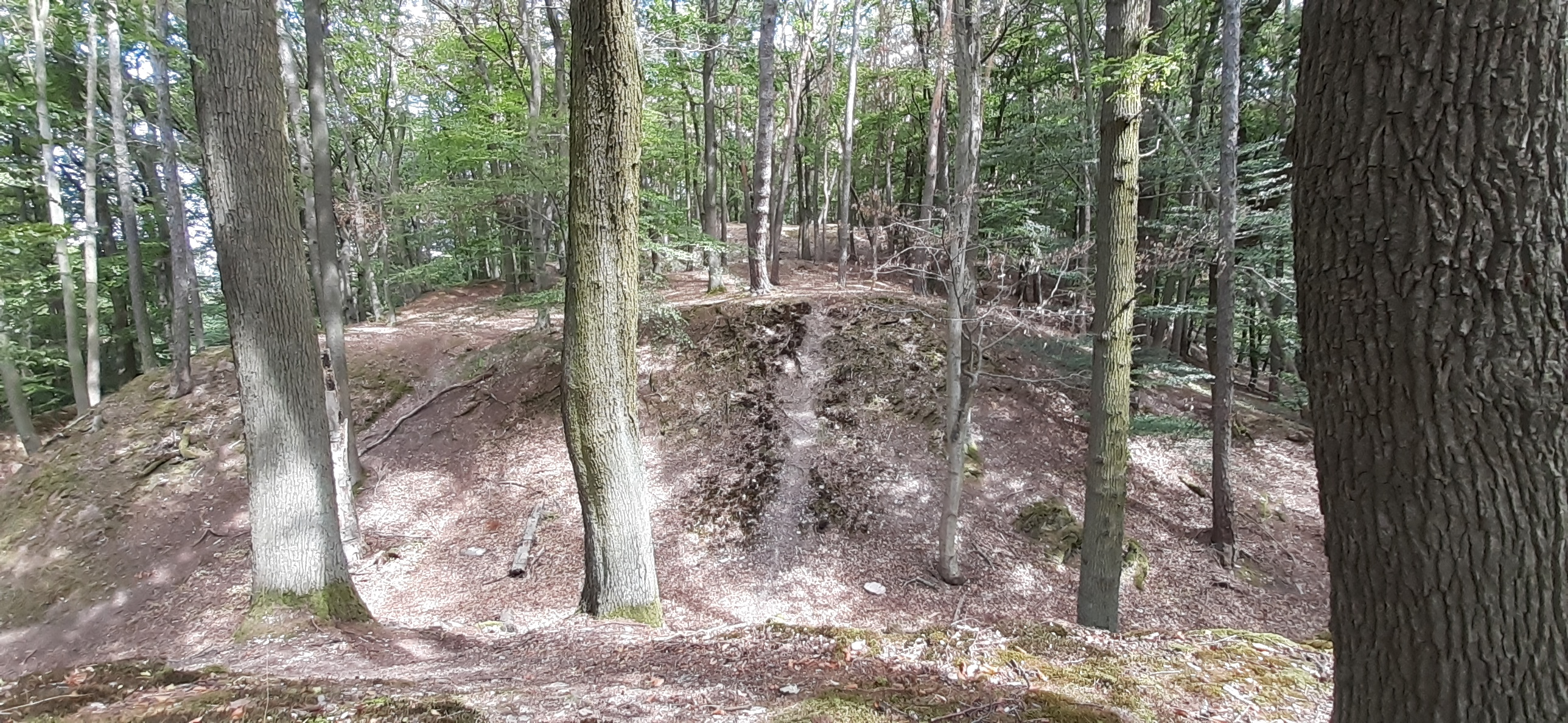
Blickrichtung Norden: die Vorburgen. Blick von der Hauptburg in den Halsgraben
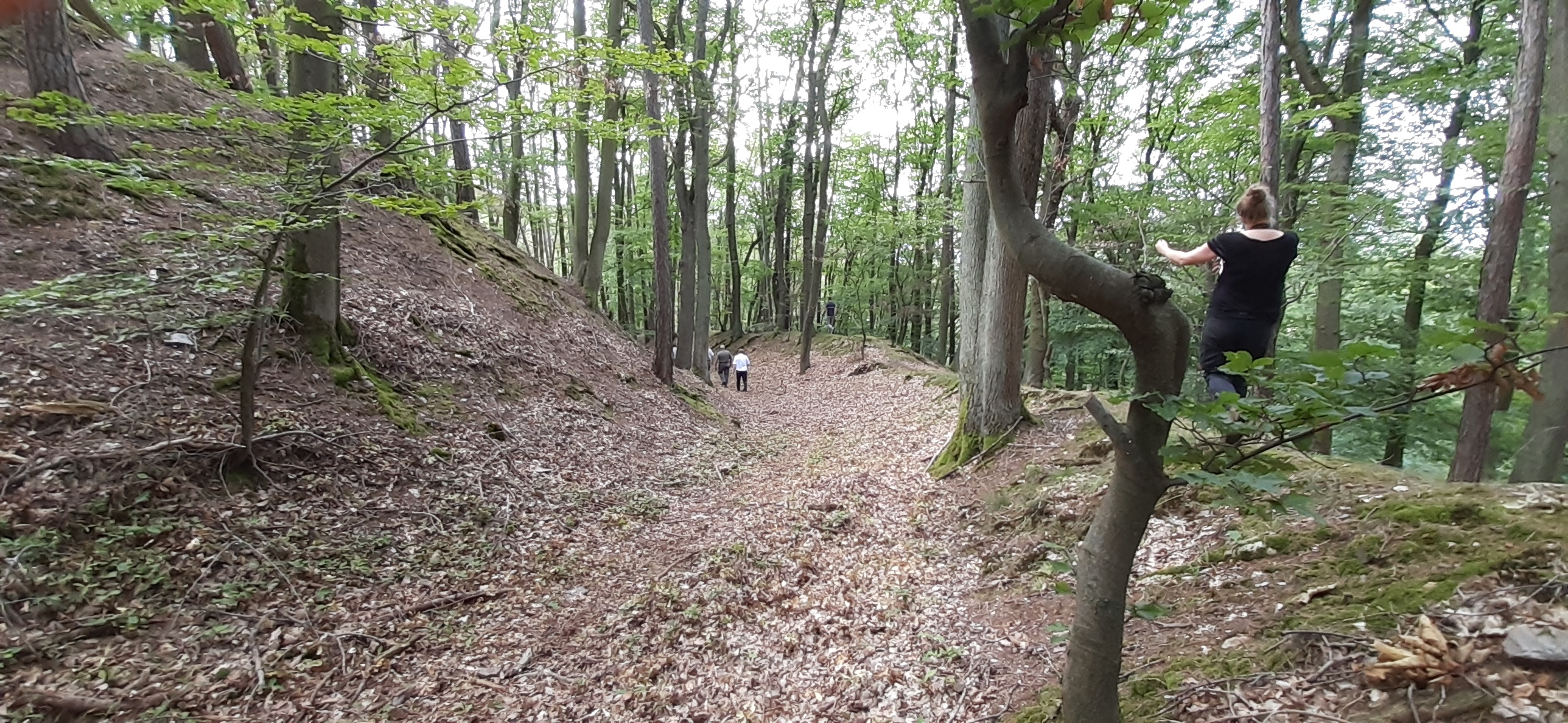
Westliches Graben-Wall-System; links die mittlere Vorburg

## Sage
Die Randenburg spielt eine zentrale Rolle in der Alzenauer Namensage. Nach der Einnahme der Burg wurde der Frau des Burgherren freier Abzug gewährt, wobei sie mitnehmen durfte, was sie tragen könne. Die Frau entschloss sich ihren Gatten auf die Schultern zu nehmen. Als ihr die Last zu schwer wurde, bat ihr Mann, sie möge ihn zurücklassen, doch sie antwortete „all zu nah“ und schleppte ihn noch über eine nahegelegene Anhöhe. Dort soll dann der Randenburger eine neue Burg gegründet haben, die er im Gedenken an diese Rettung „Allzunah“ nannte, woraus dann später der Name „Alzenau“ entstanden sein soll.

## Denkmalschutz
Die Randenburg wie auch die Belagerungsburg sind Bodendenkmale nach dem Bayerischen Denkmalschutzgesetz (BayDSchG). Nachforschungen und gezieltes Sammeln von Funden sind genehmigungspflichtig, Zufallsfunde an die Denkmalbehörden zu melden.

## Weitere ehemalige Burganlagen in der Region

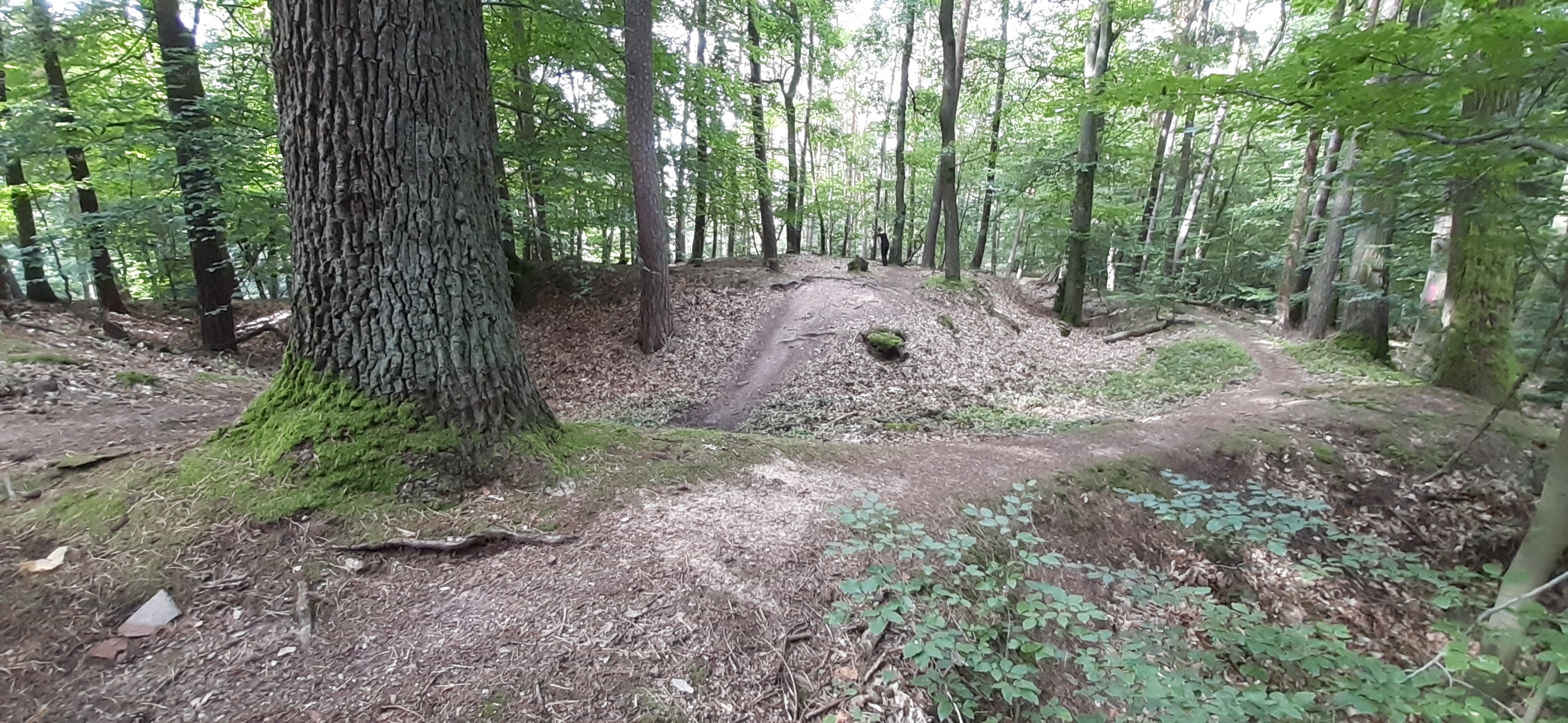
Kastellartige Wall-Graben-Anlage ca. 300 m nordöstlich der Randenburg, vermutlich Überreste einer kurzlebigen mainzischen Belagerungsburg.

Unmittelbar um die Randenburg befindet sich eine Gruppe von ehemaligen Burgen bzw. Befestigungen, deren Geschichte kaum bekannt ist und die in der Landschaft kaum noch sichtbar sind. Dazu gehören die:
- Vergessene Burg (im Krebsbachtal bei Alzenau), in Sichtweite der Randenburg gegenüberliegend
- die kleine Belagerungsburg ca. 300 m nordöstlich der Randenburg
- die Befestigung auf dem Schanzenkopf etwa 500 Meter südlich der Randenburg auf dem Schanzenkopf
- weitere erst kürzlich festgestellte Befestigungen

Weitere Befestigungen im nahen Umfeld sind/waren:
- Die erhaltene Burg Alzenau
- Altenburg (auf dem Schlossberg zwischen den Ortschaften Soden und Ebersbach)
- Altenburg (auf dem Reuschberg bei Schöllkrippen)
- Burg Landesehre (auf dem Gräfenberg bei Rottenberg)
- die Burg Hauenstein zwischen Mömbris und Krombach
- die Burg Mömbris (auf dem Friedhof in Mömbris)
- Burg Waldenberg auf dem Klosterberg bei Rottenberg
- Burg Kugelberg bei Goldbach
- Womburg (bei Schimborn)